# Смурфи (фільм)
Смурфи (англ. Smurfs) — ігровий анімаційний музичний фантастичний комедійний фільм, заснований на серії коміксів Смурфики, створеній бельгійським художником коміксів Пейо. Це перезапуск серії фільмів Смурфики, режисером якого є Кріс Міллер, а співрежисером — Метт Лендон, за сценарієм, написаним Пем Брейді. У фільмі зніметься Ріанна (яка також є продюсером фільму) в ролі Смурфетки, а також акторський ансамбль, що включає Джеймса Кордена, Ніка Оффермана, Джей Пі Карліака (у подвійній ролі), Деніела Леві, Емі Седаріс, Наташу Лайонн, Сандрі О, Джиммі Кіммела, Октавію Спенсер, Ніка Кролла, Ганну Воддінгем, Алекса Вінтера, Майю Ерскін, Курта Рассела та Джона Гудмена.
У лютому 2022 року повідомлялося, що LAFIG Belgium та IMPS (тепер відома як Peyo Company), власники бренду Smurfs, домовилися про партнерство з Paramount Animation щодо виробництва кількох анімаційних фільмів про Smurfs, першим проектом серед яких буде мюзикл. Брейді була призначена сценаристом, а виробництво мало розпочатися пізніше того ж року. До червня 2022 року Міллер був найнятий режисером фільму, а до квітня 2023 року Ріанна приєдналася до фільму як акторка озвучення та продюсер, а також писала та записувала оригінальні пісні. Анімаційні послуги надавала Cinesite, а Генрі Джекман написав музику до фільму.
Прем'єра фільму запланована в США на 18 липня 2025 року компанією Paramount Pictures. В Україні фільм вийде у прокат 17 липня цього ж року, дистриб'ютор — B&H.

## Сюжет
Коли Тата Смурфа таємниче викрадають підступні чаклуни Разамель і Гаргамель, Смурфетка бере на себе відповідальність та очолює Смурфів у новій захопливій пригоді, щоб визволити його. Разом із новими друзями, Смурфи мають з’ясувати, що саме визначає їхню долю, аби врятувати Всесвіт.

## Ролі озвучували
- Ріанна — Смурфетка[4]
- Джеймс Корден — Безіменний Смурф[5]
- Нік Офферман — Кен, брат Татуся[5]
- Дж. П. Карліак —:[5]
  - Гаргамель, злий чаклун, що прагне захопити Смурфів
  - Разамель, злий чаклун, брат Гаргамеля
- Ден Леві — Джоель, помічник Гаргамеля і Разамеля[6]
- Емі Седаріс — Весела, розумна книга[6]
- Сандра О — Моксі, донька Кена[5]
- Мая Ерскін — Ваніті[7]
- Курт Рассел — Рон, брат Кена та Татуся[8]
- Джон Гудмен — Татусь,[5] лідер Смурфів
- Ксоло Марідуенья — Розумник[9]
- Біллі Лурд — Смурф-турбота
- Marshmello — Черепаха[10]

Крім того, Наташа Лайонн, Октавія Спенсер, Нік Кролл, Ганна Воддінгем, Алекс Вінтер та Джиммі Кіммел отримали нерозкриті ролі.

## Український Дубляж
- Режисерка дубляжу: Катерина Брайковська
- Перекладач та автор синхронного тексту: Павло Голов
- Перекладачка пісень: Тетяна Кисла
- Музичний редактор: Тетяна Піроженко
- Звукорежисери: Андрій Славинський та Михайло Угрин
- Координаторка проєкту: Мирослава Сидорук

Ролі дублювали:
- Смурфетка — Оксана Гринько
- Тато Смурф — Олег Лепенець
- Безіменний — Максим Самчик
- Кен — Михайло Кришталь
- Рон — Євген Пашин
- Мамця Хапця — Олена Узлюк
- Спритниця — Вікторія Москаленко
- Джоель — Андрій Соболєв
- Разамель, Ґарґамель — Дмитро Завадський
- Веселий Гримуар — Олена Бліннікова
- Смурфетка (вокал) — Анастасія Бугаєнко
- Безіменний (вокал) — Євген Анішко
- Чурнобог — Григорій Бакланов
- Жезебет — Оксана Гутцайт
- Асмодіус — Віталіна Біблів

А також: Дмитро Вікулов, Євген Локтіонов, Петро Сова, Марія Мартинова, Ярослав Сидоренко, Артем Мартинішин, В'ячеслав Бабенков, Юлія Воскобойнік, Володимир Трач, Олександр Погребняк, Вікторія Тишкевич, Роман Солошенко, Богдан Крепак, Денис Сай, Михайло Войчук, Маргарита Мелешко, Сергій Юрченко, Валентина Лонська,

## Виробництво

### Передумови та розробка
Paramount Pictures та Nickelodeon Movies раніше намагалися розробити анімаційний фільм про Смурфів з продюсером Джорданом Кернером у 2000-х роках, поки Columbia Pictures та Sony Pictures Animation врешті-решт не придбали права на фільм для свого власного гібридного фільму з живими акторами/CGI у 2011 році, за яким послідував сиквел у 2013 році та повністю анімаційний фільм Смурфики: Загублене містечко у 2017 році.
У лютому 2022 року повідомлялося, що LAFIG Belgium та IMPS (нині відома як Peyo Company), власники бренду «Smurfs», домовилися про партнерство з Paramount Animation та Nickelodeon Movies для виробництва кількох анімаційних фільмів про «Смурфів», причому першим проектом мав стати мюзикл. Пем Брейді була призначена сценаристом, а виробництво мало розпочатися пізніше того ж року. У червні 2022 року було оголошено, що колишній ветеран DreamWorks Animation Кріс Міллер був найнятий режисером фільму. У квітні 2023 року Ріанна приєдналася до акторського складу фільму як Смурфетка, а також виступила продюсером, написавши та записавши оригінальні пісні.
Повідомлялося, що назва фільму буде The Smurfs Movie, перш ніж її пізніше перейменували на The Smurfs Musical. Назва була офіційно оприлюднена як The Smurf Movie під час CinemaCon у квітні 2024 року. Метт Лендон виступив співрежисером. Після виходу першого трейлера в лютому 2025 року стало відомо, що фільм буде просто називатися Smurfs, тоді як Nickelodeon Movies відмовилася від участі з невідомих причин.

### Кастинг
У квітні 2024 року, під час CinemaCon, було оголошено, що Нік Офферман, Наташа Лайонн, Джей Пі Карліак, Ден Леві, Емі Седаріс, Нік Кролл, Джеймс Корден, Октавія Спенсер, Ганна Воддінгем, Сандра О, Алекс Вінтер, Біллі Лурд, Ксоло Марідуенья, Курт Рассел та Джон Гудмен приєдналися до акторського складу озвучення. Джей Пі Карліак офіційно підписав контракт на озвучення Гаргамеля та його брата Разамеля у подвійній ролі, оскільки він оголосив у соціальних мережах у день виходу трейлера, що озвучуватиме антагоніста фільму, Гаргамеля та його брата Разамеля у подвійній ролі.

### Анімація та дизайн
Виробничі послуги над «Смурфами» здійснювалися в Nickelodeon Animation Studio, а анімаційне виробництво забезпечувалося Cinesite. Анімація фільму значною мірою черпає натхнення з оригінальних коміксів Пейо. Малюнки художника надихнули багато творчих рішень, прийнятих щодо вигляду фільму, включаючи включення ліній дії та бульбашок думок з коміксів, а також «веселий та життєрадісний стиль анімації з великою кількістю сплющування та розтягування».

## Реліз
Прем'єра фільму «Смурфики» в США запланована на 18 липня 2025 року. Спочатку його прем'єра була запланована на 20 грудня 2024 року, але її перенесли на 14 лютого 2025 року, а місце в грудні 2024 року зайняв фільм «Їжак Сонік 3», перш ніж її знову відклали до поточної дати в липні 2025 року.